# Solange Sanfourche
Solange Sanfourche (Carsac-Aillac, 18 de julho de 1922 - Sarlat-la-Canéda, 12 de junho de 2013) foi uma lutadora da resistência francesa durante a Segunda Guerra Mundial. Solange casou-se em Périgueux em 1945 com Édouard Valéry, chefe de departamento do movimento de resistência durante a Segunda Guerra Mundial. Solange é (nome de guerra: Marie-Claude) secretária digitadora e oficial de ligação. Durante a ocupação, a família Sanfourche abrigou e escondeu dezenas de combatentes clandestinos em Périgueux procurados pela Gestapo ou pela Milícia Francesa.